# 塔巴-采卡區
塔巴-采卡區（英語：Thaba-Tseka District）是萊索托東部的一個區。面積4,270平方公里。根據2006年人口普查統計，人口為128,885人。首府塔巴采卡。